# Дикие коты
«Дикие коты» (другое название — «Дикие кошки») — кинофильм.

## Сюжет
Молли (Голди Хоун), дочь прославленного футбольного тренера, тренирует девушек в престижной школе. После смерти отца она решает сама тренировать футбольную команду. Поскольку у неё не было соответствующего опыта, спортивные чиновники направили её тренировать самую запущенную школьную команду Чикаго — команду школы Central High. Прежде чем повести команду к победам, Молли пришлось бороться с предубеждением на почве её пола и расовыми предрассудками…

## В ролях
- Голди Хоун — Молли Макграт
- Джен Хукс — Стефани
- Свуси Кёрц — Верна Макграт
- Вуди Харрельсон — Krushinski
- Уэсли Снайпс — Трумейн
- LL Cool J — рэпер
- Глория Стюарт — миссис Конноли
- Энн Доран — миссис Четем (последняя роль на широком экране)

## Съёмочная группа
- Режиссёр: Майкл Ритчи
- Продюсер: Голди Хоун
- Сценарист: Эзра Сакс
- Композитор: Джеймс Ньютон Ховард, Джо Кокер, Патрик Леонард, LL Cool J
- Оператор: Дональд И. Торин